# (9388) Takeno
(9388) Takeno est un astéroïde de la ceinture principale.

## Description
(9388) Takeno est un astéroïde de la ceinture principale. Il fut découvert le 10 mars 1994 à Ōizumi par Takao Kobayashi. Il présente une orbite caractérisée par un demi-grand axe de 2,25 UA, une excentricité de 0,19 et une inclinaison de 4,7° par rapport à l'écliptique.

## Compléments